# Catalán xipella

Dialecto xipella dentro del catalán

El xipella ha sido considerado un subdialecto o variante del catalán central, aun cuando se trata más bien de un habla de transición situado en la frontera entre el bloque oriental y el occidental.

## Zonas xipellas
El dialecto se extiende por esa frontera de forma discontinua entre el Alto Urgel y la Cuenca de Barberá, siguiendo la línea que separa la provincia de Lérida de las provincias de Barcelona y Tarragona. Podríamos decir que el dialecto de transición oriental-occidental comienza a hablarse en pueblos del Alto Urgel, y también en algunos municipios de las comarcas de la Segarra, pero especialmente en la Cuenca Barberá.
Esta discontinuidad del xipella provoca a menudo cambios entre las hablas de pueblos que están a pocos kilómetros de distancia. En la Cuenca de Barberá es donde se obervan las peculiaridades de la transición con más fuerza ya que está en la confluencia de cuatro dialectos o dialectos de transición: 
- El catalán noroccidental en los municipios situados al suroeste de la comarca de Vimbodí, Vallclara y Vilanova de Prades.
- El catalán central en los pueblos cercanos a Santa Coloma de Queralt.
- El xipella en la zona central Sarrall, Solivella, Blancafort, Pira, Barberá de la Cuenca y Rocafort de Queralt.
- El catalán tarraconense en los municipios situados más a al este de Vilaverd, Montblanc y sus pedanías.

En la Espluga de Francolí, hasta mediados del siglo XX, se conservó incluso una división dialectal procedente de los dos núcleos de población con la que estaba dividida la villa durante la Edad Media, la habla de la Espluga Jussana y el de la Espluga Sobirana, con muchas características compartidas.

## Características del xipella
Como todas las hablas de transición, se encuentran características de ambas zonas limítrofes. Por ejemplo, puede que se haga la neutralización de la o a la u y, en cambio, no se haga la de la a/e a la ə, o que sí se haga, dependiendo de la situación geográfica del pueblo en cuestión), etc.
Pero el xipella es muy conocido por un rasgo que lo hace singular: la articulación en [i] de las [ə] (vocales neutras) postónicas finales: formatgi por formatge (queso), donavi por donava (daba), lis vaquis por les vaques (las vacas), etc. 
Esta característica, que provoca muchas veces las burlas de hablantes de zonas lingüísticas cercanas, hace que esta habla se encuentre en recesión, especialmente entre las generaciones jóvenes. Sólo se mantiene con cierta vitalidad en algunas poblaciones de la Cuenca de Barberá, como Solivella, convertido en un símbolo de orgullo local. Este nombre se ha usado modernamente para designar también un grupo de rock, un vino y una casa de colonias.
A continuación aparece una tabla donde se puede apreciar las semblanzas de la pronunciación xipella respecto de los dialectos limítrofes:
| Palabra              | Pronunciación occidental (p. ex. Vimbodí) | Pronunciación xipella (p. ex. Solivella) | Pronunciación tarraconense (p. ex. Montblanc) | Pronunciación oriental (p. ex. Sta. Coloma de Queralt) |
| -------------------- | ----------------------------------------- | ---------------------------------------- | --------------------------------------------- | ------------------------------------------------------ |
| terra - tierra       | [ˈtɛra]                                   | [ˈtɛri]                                  | [ˈtɛrɛ]                                       | [ˈtɛrə]                                                |
| aigua - agua         | [ˈajwa]                                   | [ˈajwə]                                  | [ˈajwɛ]                                       | [ˈajwə]                                                |
| home - hombre        | [ˈɔme]                                    | [ˈɔmi]                                   | [ˈɔmɛ]                                        | [ˈɔmə]                                                 |
| dona - mujer         | [ˈdɔna]                                   | [ˈdɔni]                                  | [ˈdɔnɛ]                                       | [ˈdɔnə]/[ˈdɔnɔ]                                        |
| menjar - comer       | [menˈdʒa(r)]                              | [minˈdʒa(r)]                             | [mənˈʒa]                                      | [mənˈdʒa]                                              |
| beure - beber        | [ˈbewre]                                  | [ˈbewri]                                 | [ˈbɛwrɛ]                                      | [ˈbɛwrə]                                               |
| petit - pequeño      | [peˈtit]                                  | [pəˈtit]                                 | [pəˈtit]                                      | [pəˈtit]                                               |
| comprar              | [komˈpra]                                 | [kumpra]                                 | [kumˈpra]                                     | [kumpra]                                               |
| día                  | [ˈdia]                                    | [ˈdii]/[ˈdiɛ]                            | [ˈdiɛ]                                        | [ˈdiə]                                                 |
| anglès - inglés      | [anˈgles]                                 | [ənˈglɛs]                                | [ənˈglɛs]                                     | [ənˈglɛs]                                              |
| nosaltres - nosotros | [nozalˈtres]                              | [nalˈtris]                               | [nalˈtrus]                                    | [nuzalˈtrəs]                                           |
| perquè - porqué      | [perˈke]                                  | [pərˈkɛ]                                 | [pərˈkɛ]                                      | [pərˈkɛ]                                               |
| pomes - manzanas     | [ˈpomes]                                  | [ˈpomis]                                 | [ˈpoməs]                                      | [ˈpoməs]                                               |